# ビラ (ソロモン諸島)
ビラ (Vila) は、ソロモン諸島のコロンバンガラ島の南端に位置する地区で、元々はビラ・スタンモーア (Vila Stanmore) と総称されたココナッツのプランテーションがあった場所である。ビラ川 (the Vila River) の河口を挟んで西側にスタンモーア・プランテーション、東側にビラ・プランテーションが広がっていた。
第二次世界大戦中、日本軍は当地に飛行場を建設し、ラバウルからガダルカナル島に向かう飛行機の経由地としており、これに対してアメリカ軍は、1943年1月24日以降、この飛行場を使えないようにしようと数次にわたって砲撃や爆撃を敢行した。しかし、飛行場は、最終的に日本軍が「セ号作戦」によりコロンバンガラ島から撤退した1943年9月から10月はじめにかけての頃まで、使用され続けていた。
飛行場は、今日も存続しており、歴史に関心を持った観光客たちが時折訪れている。日本からの慰霊訪問地のひとつでもある。